# Hội đồng Phụ nữ Afghanistan
Hội đồng Phụ nữ Afghanistan (AWC) (còn gọi là Hội đồng Phụ nữ) là tổ chức dành cho phụ nữ ở Afghanistan. Đây là một tổ chức phi lợi nhuận cố gắng giúp đỡ phụ nữ và trẻ em Afghanistan bằng cách cải thiện điều kiện sống cũng như nâng cao nhận thức về nhân quyền cho họ.
Năm 1990, Tổ chức Phụ nữ Dân chủ Afghanistan bị bãi bỏ vì bị coi là quá theo chủ nghĩa Mác trong thời kỳ Tổng thống Najibullah muốn xoa dịu phong trào kháng chiến Hồi giáo. Nó được thay thế bằng Hội đồng Phụ nữ Afghanistan vốn là tổ chức phụ nữ tỏ ra phi chính trị nhiều hơn.
Cho đến năm 1989, lãnh đạo của tổ chức này tên là Masuma Esmati-Wardak, Wardak vốn không phải là thành viên của Đảng Dân chủ Nhân dân Afghanistan (PDPA) và về sau bà trở thành Bộ trưởng Bộ Giáo dục vào năm 1991.
Tổ chức này do Wardak và một đội ngũ nhân viên gồm tám phụ nữ nắm quyền điều hành. Một số nhân viên này cũng là thành viên của PDPA. Khi chế độ cộng sản bắt đầu dựng lên vào năm 1978, dưới thời Nur Muhammad Taraki, chính phủ đã trao quyền bình đẳng cho phụ nữ. Phụ nữ Afghanistan bây giờ có khả năng đưa ra quyết định về cuộc sống của chính họ. Thành viên của AWC là khoảng 150.000 người trên khắp đất nước và có các chi nhánh và cơ sở ở tất cả các tỉnh của Afghanistan ngoại trừ Wardak và Katawaz. Hầu hết phụ nữ ở Kabul chống lại Mujahideen vì những luật ngược đãi của họ liên quan đến phụ nữ.
AWC đã cung cấp các dịch vụ xã hội cho phụ nữ ở Afghanistan, trong cuộc chiến chống mù chữ và đào tạo nghề cho những người trong lĩnh vực thư ký, làm tóc và lĩnh vực xưởng cơ khí. Nhiều người lo sợ sự hy sinh của AWC trong các cuộc đàm phán hòa giải dân tộc, bắt đầu vào năm 1987.
Một trong những chương trình AWC quan trọng nhất là đấu tranh cho việc biết chữ và giáo dục của trẻ em gái. Theo một cuộc khảo sát của AWC thì vào năm 1991 ước tính có khoảng 7 nghìn phụ nữ đang theo học tại các cơ sở giáo dục đại học và khoảng 230.000 nữ sinh đang học tại các trường học trên khắp Afghanistan. Theo khảo sát hiện cả nước hiện có khoảng 190 nữ giáo sư và 22.000 nữ giáo viên.